# Tombeau vide

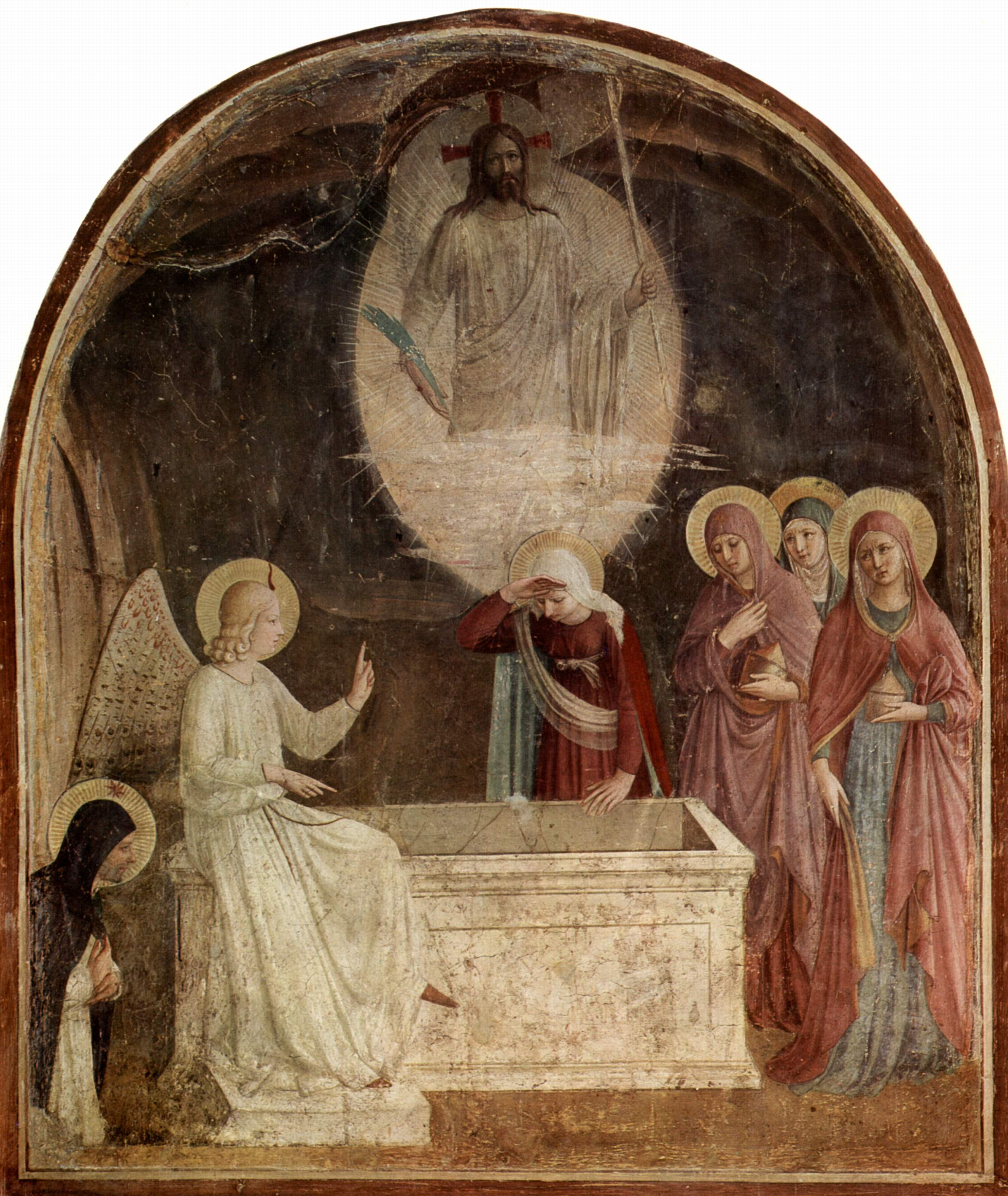
La découverte du tombeau vide, par Fra Angelico, fresque (1437-1446), musée national San Marco, Florence.

Les récits du tombeau vide relatent, dans les quatre évangiles canoniques, l'épisode au cours duquel les Saintes Femmes (entre autres Marie de Magdala et Marie mère de Joset) trouvent la tombe de Jésus de Nazareth vide, sans le corps de celui-ci, au cours du dimanche suivant son crucifiement. 
Cet épisode, qui se déroule avant les apparitions aux disciples, est lié à la résurrection de Jésus.
Les catholiques et les orthodoxes situent le tombeau dans l'église du Saint-Sépulcre. Les protestants et les  évangéliques le situent dans le tombeau du jardin.
Cette scène a été fréquemment représentée dans la peinture occidentale.

## Récit biblique

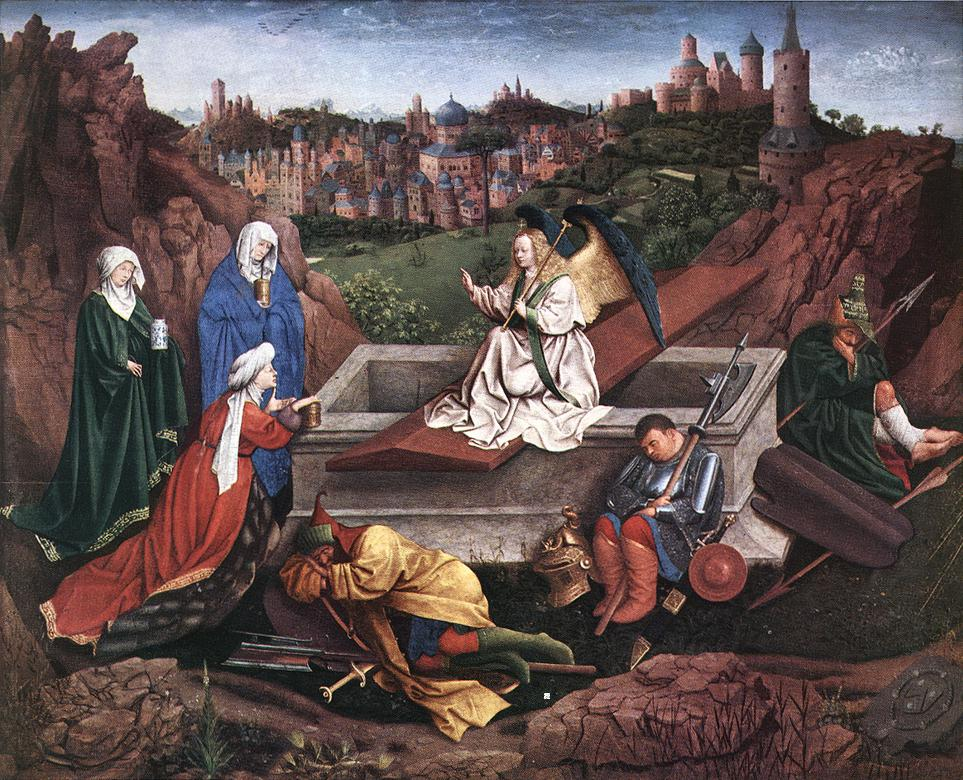
Les Trois Maries devant le tombeau vide, par Jan van Eyck et Hubert van Eyck.

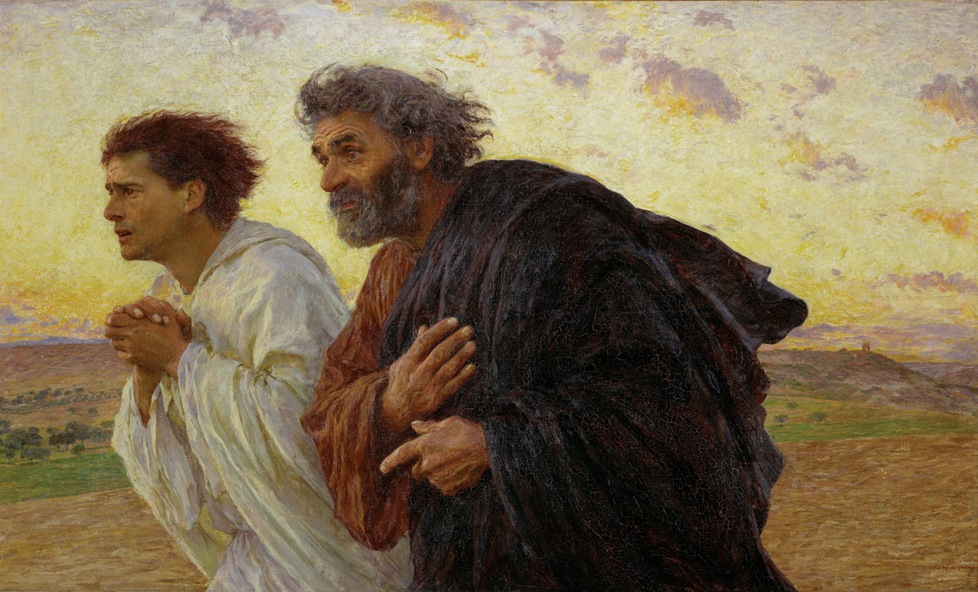
Eugène Burnand, Pierre et Jean courant au tombeau

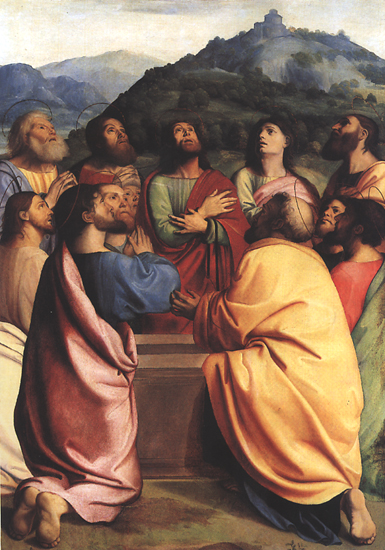
Apôtres autour du Sépulcre, par Albertino Piazza, musées d'État de Berlin.

Les quatre évangiles font mention du tombeau vide de Jésus.
L'Évangile selon Marc, au chapitre 16, 1-8 : Marie de Magdala, Marie mère de Jacques et Salomé se rendent au tombeau, un ange annonce la résurrection et leur demande de dire à ses disciples d'aller en Galilée où ils le verront.
L'Évangile selon Matthieu, au chapitre 28, 1-10 : Marie de Magdala et « l'autre Marie » se rendent au tombeau, un ange roule la pierre, endort les gardes et annonce la résurrection. Puis Jésus leur apparaît et leur demande de dire à ses frères d'aller en Galilée où ils le verront.
L'Évangile selon Luc, au chapitre 24, 1-12 : Marie de Magdala, Jeanne, Marie mère de Jacques et d'autres femmes se rendent au tombeau qu'elles trouvent ouvert. Deux hommes s'y trouvent qui annoncent la résurrection, elles vont l'annoncer aux disciples qui doutent. Pierre se rend lui aussi au tombeau et constate qu'il est vide.
L'Évangile selon Jean, au chapitre 20, 1-17 : Marie de Magdala se rend au tombeau, le trouve vide et prévient Pierre et le disciple que Jésus aimait. Ceux-ci courent au tombeau et le trouvent vide et s'en retournent. Marie de Magdala pleure et voit deux messagers qui lui demandent pourquoi elle pleure, puis Jésus qu'elle confond avec un jardinier et à qui elle demande de restituer le corps. Jésus l'appelle par son prénom, elle le reconnaît et il lui annonce qu'il retourne vers son Père.

## Historicité
Selon Camille Focant, l'historicité de cet épisode est impossible à démontrer.
Raymond E. Brown estime que les sources évangéliques affirment sans ambiguïté la résurrection du Christ, mais que les récits du tombeau vide sont considérés comme tardifs par les chercheurs. D'une part, les épîtres de Paul n'y font pas allusion et ne mentionnent même pas un lieu d'ensevelissement, mais cela ne prouve rien, ni dans un sens ni dans l'autre, car Paul ne donne presque jamais de détails historiques sur Jésus. En tout état de cause, ajoute Brown, « même aujourd'hui on pourrait prêcher longuement sur la Résurrection sans évoquer la question de la découverte du tombeau vide ». Mais surtout, les quatre récits se contredisent : « un ange ou deux, assis ou debout, le tombeau déjà ouvert ou la pierre écartée par un ange qui descend, les propos de l'ange qui divergent ». Ces variantes représentent à ses yeux des incohérences dues à un « développement oral des témoignages ». L'important, en revanche, réside dans la conviction des témoins au matin de Pâques. Le corps de Jésus semble avoir effectivement disparu. Dès lors, il convient de ne pas inverser les termes : « Le fait du tombeau vide ne prouve pas la Résurrection ; c'est la Résurrection qui est devenue l'explication classique de la disparition du corps. »
Pour John Dominic Crossan, l'histoire du tombeau vide est un argument apologétique relativement tardif.  Il rappelle que ni les épîtres de Paul ni les premières prédications relatées par les Actes des Apôtres ne l'utilisent et considère que la péricope du tombeau vide est une invention marcienne.